# Frits Koen
Frits Johan Marie Herman Koen (Hága, 1876. július 19. – Indonézia, Bogor, 1932. február 11.) holland vívó, olimpikon, katona.
Az 1906. évi nyári olimpiai játékokon, Athénban indult, amit később nem hivatalos olimpiává nyilvánított a Nemzetközi Olimpiai Bizottság. Ezen az olimpián egy vívószámban indult: párbajtőrvívásban, ahol helyezés nélkül zárt.
Klu